# Chongtar
Chongtar lub Chongtar Kangri – jeden ze szczytów w grupie Baltoro Muztagh, części Karakorum. Leży na granicy między Pakistanem a Chinami. Znajduje się na północny wschód od K2. Jest to 93 szczyt Ziemi.
Pierwszego wejścia dokonała ekspedycja pod przewodnictwem Grega Mortimera w 1994 r.
Wysokość szczytu to ok. 7315–7370 m n.p.m.